# 박영석 (아나운서)
박영석(1959년 4월 15일 ~ )은 대한민국의 대구MBC 기자출신 사장이다.
- 1984년 12월 대구MBC 기자로 입사해 대구MBC 보도국 기자로 활동했고, 1995년부터 2000년까지는 대구MBC 뉴스데스크 앵커를 담당했다.
- 이후 보도국장(2005년 ~ 2007년)과 해설위원(2007년 ~ 2008년)을 지내다가 2010년 3월에는 대구MBC기자로서는 최초로 대구MBC 사장에 취임했다.
- 2004년부터 사장이 될 때까지 8년 동안은 대구MBC TV토론 프로그램인 〈박영석의 이슈&이슈〉와 〈시사토론〉의 사회자로도 활동했다.
- 2013년부터 2016년까지는 계명대학교 언론광고학부 초빙교수를 지냈고 2017년부터 2020년까지 (재)대구문화재단 대표이사를 역임했다.
- 22년 2월에는 제14대 (사)2·28민주운동기념사업회 회장에 취임했고 제15대 회장도 연임했다.

## 수상경력 및 대외활동
- 2007년 대구광역시 문화상 수상
- 2008년 삼성언론재단과 함께 <선거와 TV토론>(커뮤니케이션북스) 출간
- 2009년 한국방송대상 수상(지역공로부문)
- 2006년 경북여성정책개발원 이사
- 2010년 대구지방법원 민사조정위원
- 2011년 대구세계육상선수권대회조직위원회 위원
- 2011년 (사) 우리문화재찾기운동본부 회장
- 2015년 <TV 토론시대>(해드림출판사) 출간
- 2015년 (사) 한국국외문화연구원 원장
- 2021년 (재) 한국국학진흥원 이사